# Bankstown Bruins
Die Bankstown Bruins waren eine professionelle Basketball-Mannschaft der australasischen National Basketball League (NBL) aus der im australischen Bundesstaat New South Wales gelegenen Stadt Sydney. Das Team gründete sich 1979 und änderte 1986 seinen Namen in West Sydney Westars, bevor es sich nach der Saison 1987 mit den Sydney Supersonics zu den Sydney Kings fusionierte. Seit der Saison 1991 spielt das neugegründete Team in der halbprofessionellen NBL1 East.

## Geschichte
Die Bankstown Bruins gründeten sich 1979 in Sydney und nahmen an der Eröffnungssaison der NBL teil. Mit einer Bilanz von 3 Siegen zu 15 Niederlagen in der regulären Saison reichte es in der Endtabelle nur zu Platz 9. Nachdem in den folgenden Spielzeiten immer eine negative Saisonbilanz eingefahren wurde, erreichte das Team in der Saison 1983 erstmals einen positiven Saisonrecord, als 12 Siege und 10 Niederlagen erreicht wurden. Aber erst in der Saison 1986 erreichte das Team unter Trainer Robbie Cadee erstmals die Playoffs, wo es im Viertelfinale ausschied. Nach der Saison 1987 fusionierten die Westars mit den Sydney Supersonics zu den Sydney Kings.

## Erfolge
- Playoff-Teilnahmen (1): 1986

## Saisonbilanzen in der NBL
- Meister der NBL
- Vizemeister der NBL

| Saison | Platz | Spiele | Siege | Niederlagen | Siegquote in % | PlayOffs                       |
| ------ | ----- | ------ | ----- | ----------- | -------------- | ------------------------------ |
| 1979   | 9     | 18     | 3     | 15          | 16,7           | nicht qualifiziert             |
| 1980   | 12    | 22     | 3     | 19          | 13,6           | nicht qualifiziert             |
| 1981   | 11    | 22     | 7     | 15          | 31,8           | nicht qualifiziert             |
| 1982   | 14    | 26     | 2     | 24          | 7,7            | nicht qualifiziert             |
| 1983   | 5     | 22     | 12    | 10          | 54,5           | nicht qualifiziert             |
| 1984   | 7     | 24     | 10    | 14          | 41,7           | nicht qualifiziert             |
| 1985   | 12    | 26     | 6     | 20          | 23,1           | nicht qualifiziert             |
| 1986   | 4     | 26     | 15    | 11          | 57,7           | im Viertelfinale ausgeschieden |
| 1987   | 11    | 26     | 8     | 18          | 30,8           | nicht qualifiziert             |

## Trainerhistorie
- Shaun O’Connell: 1979
- Steve Fairnham & Shaun O’Connell: 1980
- Steve Fairnham: 1981
- Robbie Cadee: 1982–1984
- Robbie Cadee & Claude William: 1985
- Robbie Cadee: 1986
- Mike Osbourne: 1987